# 自動
自動（じどう）とは、機械装置が人間などの他の力を必要としないで、能動的に作動することをいう。

## 概要
自動は、何らかの機械装置が人（あるいはそれ以外の動物）の手を介さずに動作することを言うが、どの程度の動作をするかは同じ「自動」を関する装置でも、その種類によってまちまちである。
これらは一定の動作を行う上で動力を利用する場合もあれば、一定の操作による機械要素の状態変化を利用して、所定の動きを行うものもみられる。それらは単純なものでは規定範囲内で動作を繰り返すものではあるが、複雑なものともなると与えられた条件で内部機能を切替え、それら条件に対応するよう設計されたものも見られる。全自動（ぜんじどう、full automatic）と称して、無人で最初から最後まで人手を介さない場合もある。また、自動より人間が介入しないが劣る概念として半自動（はんじどう、semi automatic）
性質としての自動は、上に述べたとおり曖昧で、機械装置の種類によってもまちまちである。

## 歴史
古代ギリシャでは早くから、水力や風力を使用した自動システムが使用されていた。
からくりのような装置は、古代中国の時代には何らかの自動的性質を備える装置が存在していた。これらは時計であったり、好事家を慰めるための玩具であったり、あるいは何らかの娯楽を提供するものであったりと、様々である。世界的にも一定の動力を入力することで複雑な内部機構により様々な動作を目指した物品が作られていたが、実利的なものよりも、もっぱら有力者や権力者のための特殊な道具であったり、あるいは何らかの興行を目的としたものなどが主体であった。この方向性には、オートマタや自動演奏を行なう精巧な装置などが作られ、その幾らかは現存している。
本格的な自動システムの開発と利用が進んだのは、産業革命で複雑な機械装置が作られるようになり、更には電気が一般に利用されるようになって以降である。

### 自動化の目的
当初の自動機器は、もっぱら実用品よりもその珍奇性を求めるために莫大な労力と富を投入して作られるものであった。これは産業の上で自動機器を導入するよりも、単に人員を雇用したほうが汎用性があったためであり、産業革命以前では大量生産の必然性も無く、すべてにおいて設計と制作にコストが掛かる機械装置で行うよりも、手作業で行ったほうが効率的であったためである。
しかし産業革命以降、着実に大量生産の必要性は増し、その一方で人力で何でも済ませるには人的コストが掛かるようになると、経済的な省力化を目的とした自動化が求められた。また大衆全体の生活の質が向上するに従って、快適性を目的にした自動化が求められていった。
次第に危険であったり過酷であるため人力での作業が困難な状況では安全確保のために自動機器の導入が進み、また単純であったり繰り返しの作業ではコスト削減と高速化のためにも自動化が進み、また快適性を求める上では煩わしいとか面倒臭いといった類の活動も自動化されている。その多くでは人の労力を自動機器が肩代わりすることで、より効率的な活動が可能となっている。

### 経済的な省力化
主に経営学や生産技術や業務の分野で経済的合理性に基づく目的で行われる自動化。産業の技術革新の要請から発達した。同じ人員のままで生産力を引き上げたり、より少ない人員で生産量を一定に保つときにしばしば自動化技術が導入される。省力化は、時には従来、生産や業務に携わっていた人が大幅に不要になる水準にまで進歩することもあり、産業革命期にもラッダイト運動が起こるなどしばしば衝突の要因にもなった。
例
- 工場などのファクトリーオートメーション
- オフィスオートメーション
- 自動販売機 - サービスを提供する側から見た省力化

### 快適性を目的にした自動化
人力による動作や手動（単独）による操作を簡略化あるいは全自動化して快適なものにする。あるいは、手動操作では一定の学習や熟練を必要とするものを自動制御に置き換えることでユーザビリティを向上させる。生産技術の効率化とは必ずしも直接結びついていない点で経済的な省力化と異なる。商品やサービスの発達にともなって付加価値を上げる目的で導入されることが多い。
例:
- 原始的な発火法に対するライター
- 自動ドア、エスカレータ、エレベータなどの機器
- 自動車のマニュアルトランスミッションに対するオートマチックトランスミッション
- カメラの手動フォーカスに対するオートフォーカス
- 全自動洗濯機